# Цигенештій-де-Беюш
Цигенештій-де-Беюш (рум. Țigăneștii de Beiuș) — село у повіті Біхор в Румунії. Входить до складу комуни Дрегенешть.
Село розташоване на відстані 376 км на північний захід від Бухареста, 61 км на південний схід від Ораді, 91 км на захід від Клуж-Напоки, 132 км на північний схід від Тімішоари.

## Населення
За даними перепису населення 2002 року у селі проживали 367 осіб, усі — румуни. Рідною мовою 366 осіб (99,7%) назвали румунську.